# Wolfgang Erich
Wolfgang Erich (* 13. November 1920 in Rethwisch (Stormarn); † 9. Juni 1970 in Kiel) war ein deutscher Historiker und Ministerialbeamter in Kiel.

## Leben
Als Pastorensohn verlebte Erich seine Jugend in Bornhöved. Er besuchte die Holstenschule in Neumünster, an der er 1939 das Abitur machte. Nach der Dienstzeit beim Reichsarbeitsdienst wurde er Soldat der Wehrmacht. In der Schlussphase des Afrikafeldzuges geriet er als Offizier der Panzeraufklärer in US-amerikanische Kriegsgefangenschaft. In jener Zeit begann er ein Fernstudium an der Cornell-Universität. Er belegte einen Englisch-Sprachkurs, den er mit der Dolmetscherprüfung abschloss.
Von 1946 bis 1951 studierte er Geschichte, Geographie, Weltwirtschaft, Staatsrecht und Völkerrecht an der Christian-Albrechts-Universität zu Kiel. Er war seit dem Wintersemester 1947/48 Mitglied des Collegium Albertinum und wurde 1950 bei Palaiomarchia-Masovia Corpsstudent. Nachdem er 1954 die Stoffsammlung seiner Doktorarbeit abgeschlossen hatte, war er bis 1961 Geschäftsführer der CDU-Fraktion im Landtag Schleswig-Holstein. Er war „aufgrund seiner Charakterstärke, die seiner natürlichen Bescheidenheit entsprang, und seines vielfältigen Wissens, das mit einem oft verblüffenden Spürsinn für die Realitäten von heute und die Möglichkeiten von morgen verbunden war, ein gesuchter Berater der Spitzen aus Politik, Regierung und Wirtschaft.“
Die CAU promovierte ihn 1961 zum Dr. phil. Er wurde im selben Jahr persönlicher Referent des Finanzministers Hartwig Schlegelberger und trat als Pressereferent dieses Ressorts in die Landesregierung. Die gleichen Aufgaben nahm er ab 1963 im Innenministerium wahr. 1967 wurde er Ministerialdirigent und Direktor des Landtages. Als er mit 49 Jahren an einer Leukämie starb, kondolierten Bundesratspräsident Kai-Uwe von Hassel und Ministerpräsident Helmut Lemke. Erich hinterließ eine Tochter und seine Frau Herta geb. Voß, die er 1965 geheiratet hatte. Beerdigt wurde er neben seinem Vater auf dem Friedhof in Bornhöved.